# Bhaluka
Bhaluka è un sottodistretto (upazila) del Bangladesh situato nel distretto di Mymensingh, divisione di Mymensingh. Si estende su una superficie di 444,05 km² e conta una popolazione di 430.320  abitanti (censimento 2011).